# Joseph Barcroft
Sir Joseph Barcroft (Newry, 26 de julho de 1872 — Cambridge, 21 de março de 1947) foi um fisiologista britânico.
Conhecido por seus estudos sobre a oxigenação do sangue.
Obteve o grau de medicina e ciência em 1896 pela Universidade de Cambridge, iniciando imediatamente após seus estudos sobre a hemoglobina. Em maio de 1910 foi eleito Membro da Royal Society, recebendo a Medalha Real em 1922 e a Medalha Copley em 1943. Apresentou a Croonian Lecture em 1935.
Durante suas investigações não hesitou em ser cobaia. Por exemplo, durante a Primeira Guerra Mundial, quando foi convocado para a Estação Experimental dos Engenheiros Reais (próximo a  Salisbury) a fim de realizar experimentos sobre gases asfixiantes, submeteu-se voluntariamente a uma atmosfera nocivamente impregnada de cianeto de hidrogênio. Noutra ocasião, permaneceu numa redoma de vidro durante sete dias para determinar a quantidade mínima de oxigénio necessária à sobrevivência do organismo humano. Noutra ocasião, foi exposto a temperaturas tão baixas que desmaiou inconscientemente.
Também estudou a fisiologia da oxigenação em elevadas altitudes, e para este propósito organizou expedições ao pico de Tenerife (1910), Pico Dufour (1911) e à Cordilheira dos Andes no Peru (1922).
De 1925 a 1937 foi catedrático de fisiologia em Cambridge. Sua última pesquisa, iniciada em 1933, foi sobre respiração fetal.
Durante a Segunda Guerra Mundial foi novamente convocado como consultor de armas químicas.